# Cubase
Cubase – oprogramowanie będące zaawansowaną cyfrową stacją roboczą do obróbki dźwięku, stworzoną przez firmę Steinberg Media Technologies, która umożliwia nagrywanie, produkcję i miksowanie dźwięków. Wiele funkcji znanych wcześniej tylko w studiach nagraniowych jest obecnie dostępnych na komputerze przy użyciu programu Cubase.
Cubase to seria sekwencerów korzystająca ze standardu MIDI oraz edytor audio. Pierwsza wersja, pracująca na Atari ST, została wydana w 1989. Pierwsza wersja Cubase Audio powstała w 1991 roku dla Apple Macintosh. W 1993 roku wydano wersję Cubase Audio dla Atari Falcon 030, w której zastosowano wbudowane efekty DSP funkcjonujące na 8 ścieżkach dźwięku w RTC. Późniejsze wersje dla Atari umożliwiały pracę na 16 ścieżkach w RTC.
Dostępnych jest 5 wariantów oprogramowania Cubase, różniących się funkcjonalnością: Pro, Artist, Elements, AI i LE.